# Forcipata unica
Forcipata unica är en insektsart som beskrevs av Hamilton 1998. Forcipata unica ingår i släktet Forcipata och familjen dvärgstritar. Inga underarter finns listade i Catalogue of Life.